# たちかぜ自衛官いじめ自殺事件
たちかぜ自衛官いじめ自殺事件（たちかぜじえいかんいじめじさつじけん）は、2004年（平成16年）に海上自衛隊横須賀基地に所属するミサイル搭載護衛艦「たちかぜ」の自衛官が自殺した事件、及びそれに関連する、海上自衛隊による事件。

## 事件の経過
2004年（平成16年）10月27日、「たちかぜ」の一等海士（当時21歳）が京急立会川駅で飛び込み自殺した。
遺書には、家族への感謝の言葉とともに、上職の二等海曹を名指しして批判し、虐待を受けた事を示唆する内容が書かれていた。
このことからたちかぜ艦内の問題が発覚した。しかし、自衛隊は、社会と遺族に対し、一切の沈黙を通した。
2005年（平成17年）1月19日、二曹は横浜地裁横須賀支部で別の自衛官達に対する暴行罪・恐喝罪で懲役2年6月、執行猶予4年の有罪判決を受けた。判決では「艦内の暴行は日常的」「事件は氷山の一角」と指摘された。これを受けて海上自衛隊は1月28日付で二曹を懲戒免職処分。二曹はたちかぜ艦内にエアガン・ガスガンなどを不法に持ち込み、レーダーやコンピューター機器など重要な精密機械があり立ち入り制限地区の「CIC室」（戦闘指揮所）でサバイバルゲームに興じていたことがこの裁判で発覚する。
このため遺族の両親は2006年（平成18年）4月5日、「自殺したのは先輩隊員のいじめが原因で、上官（艦長、分隊長）らも黙認していた」と主張し、国（国家賠償請求）と二曹を相手に計約1億3,000万円を求める訴訟を起こす。
2011年（平成23年）1月26日、横浜地裁（水野邦夫裁判長）は判決において、以下の点を認定した。
- 「元二等海曹から受けた暴行などの仕打ちが自殺の重要な原因となった」[3]
- 「当時の分隊長ら上官は規律違反行為を認識しながら、何らの措置も講じず、指導監督義務を怠った」[3]
- 「元二等海曹や分隊長らが、自殺することまで予見することができたとは認められない」

以上の理由により、国と二曹に計440万円の支払いを命じた（死亡に対する賠償は認めず）。
地裁判決を受け、遺族の母親と弁護団は「国と個人の両方の責任を認めたのは評価するが、予見可能性のハードルが高すぎて不当」として、即日控訴を表明。2月4日、東京高裁に控訴した
2014年（平成26年）4月23日、東京高裁（鈴木健太裁判長）は遺族の主張を認め、賠償額も7300万円と一審から大幅に増額する判決が言い渡された。小野寺五典防衛相は25日の閣議後記者会見で「重く受け止める」と述べ、上告を断念する意向を示した。遺族側も上告しない意向で、判決が確定する見通しとなった。

### アンケート隠蔽問題
2004年、海自はたちかぜ全乗員に対し、暴行や恐喝の有無を尋ねるアンケートを実施した。2005年、遺族がアンケートの公開を要求したが、海自側は「アンケートは破棄した。」と回答。だが実際は破棄されていなかった。これに疑問をもったある三佐は、2008年からアンケートの公開を海自に働きかけるが、海自は「破棄した」との立場を崩さなかった。
2012年（平成24年）4月には、この三佐が東京高裁に「アンケートは残っている」との意見陳述書を提出。同年6月には海自もアンケートが存在していたことを認め、2012年6月22日の記者会見で杉本正彦海上幕僚長が謝罪した。その後防衛省は2012年7月19日付で存在していた調査書類を長期にわたり「破棄した」と偽っていたことなどが文書管理上不適切（指揮監督義務違反）であったとして杉本を口頭注意、河村克則・横須賀地方総監を内規に基づく注意処分とした。河村はこれにより次期幕僚長への道を閉ざされ7月26日付で杉本とともに退官。杉本の後任には自衛艦隊司令官の河野克俊が就任した。
2013年（平成25年）6月、海自は東京高裁に意見陳述した三佐に対して、調査の関連書類を自宅に保管していた事を規律違反だとして懲戒処分手続きの開始を通告していたが、2014年4月25日、当時の防衛大臣・小野寺五典は海自が遺族側に内部告発した三佐の懲戒処分を検討している問題について「基本的に公益通報にあたると思っている。通報者に不利な取り扱いをすることはあってはならない」と否定的な見解を明らかにしたことから、処分を見送った。
2014年（平成26年）9月、海上幕僚監部はいじめ自殺事件に関わる調査書類を破棄するよう指示した当時の事案関係者34名を停職や減給の懲戒処分に処したことを発表した。なお、内部告発を行った三等海佐は小野寺防衛相が処分に対し否定的見解を表明していたことから処分対象とされなかったものの、所属組織である海上自衛隊内部から人事面での不利益を被り続けている。

## 虐待の内容
地裁判決が認定した、一等海士へのいじめの内容は以下の通り。
- 日常的に殴る蹴るの暴行傷害を加える
- ガス銃や電気銃で撃ち、暴行傷害を加える
- 上司の立場を利用し、視聴済みのアダルトビデオを高額で買い取らせる

## 文献
- 三宅勝久『自衛隊員が泣いているーー“自殺事故”多発地帯からの報告』花伝社（2008）
- 三宅勝久『自衛隊員が死んでいくーー壊れゆく“兵士”の命と心』花伝社（2013）
- 大島千佳『自衛隊の闇』河出書房新社（2016）